# Roberto Cofresí

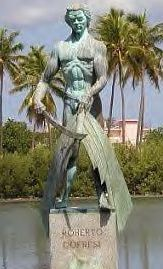
Estatua de Roberto Cofresí en Cabo Rojo.

Roberto Cofresí y Ramírez de Arellano, llamado El Pirata Cofresí (17 de junio de 1791 - 29 de marzo de 1825) fue un famoso pirata puertorriqueño. Nació en la población de Cabo Rojo, Puerto Rico. Nació en una familia noble, pero las dificultades políticas y económicas que enfrentó la isla como colonia del Imperio español durante las guerras de independencia hispanoamericanas pusieron a su hogar en la pobreza. Cofresí trabajó de marinero desde muy joven, lo que lo familiarizó con la geografía de la región pero le brindaba un salario modesto, y finalmente decidió abandonar la vida de marinero y convertirse en pirata. Tenía vínculos previos con actividades delictivas basadas en tierra, pero se desconoce el motivo del cambio de vocación de Cofresí. Los historiadores especulan que pudo haber trabajado como corsario a bordo de El Escipión, un barco propiedad de uno de sus primos.  
En el apogeo de su carrera, Cofresí eludió la captura por parte de embarcaciones de España, Gran Colombia, Reino Unido, Dinamarca, Francia y Estados Unidos. Comandaba varios navíos de pequeño calado, el más conocido, un veloz sloop de seis cañones llamado Anne, y tenía una preferencia por la velocidad y la maniobrabilidad sobre la potencia de fuego. Los tripulaba con tripulaciones pequeñas y rotativas que la mayoría de los documentos de la época describían como de entre 10 y 20 personas. Prefería dejar atrás a sus perseguidores, pero su flotilla se enfrentó al Escuadrón de las Indias Occidentales de los EE. UU. dos veces, atacando las goletas USS Grampus y USS Beagle. La mayoría de los miembros de su tripulación eran reclutados localmente, aunque ocasionalmente se les unían hombres de otras Antillas, América Central y Europa. Nunca confesó haber cometido un asesinato, pero, según los informes, se jactaba de sus crímenes, y murieron entre 300 y 400 personas como resultado de sus actividades delictivas, en su mayoría extranjeros.  
Cofresí resultó demasiado para las autoridades locales, que aceptaron ayuda internacional para capturar al pirata. España creó una alianza con el Escuadrón de las Indias Occidentales de los EE. UU. y el gobierno danés de la isla de Santo Tomás. El 5 de marzo de 1825, la alianza tendió una trampa que obligó al Anne a una batalla naval. Tras 45 minutos, Cofresí abandonó su barco y escapó por tierra, pero fue reconocido por un residente, que lo emboscó y lo hirió. Cofresí fue capturado y encarcelado, haciendo un último intento fallido de escapar tratando de sobornar a un funcionario con parte de un botín escondido. Los piratas fueron enviados a San Juan, Puerto Rico, donde un breve tribunal militar los declaró culpables y los condenó a muerte. El 29 de marzo de 1825, Cofresí y la mayor parte de su tripulación fueron ejecutados por un pelotón de fusilamiento.  
Inspiró historias y mitos después de su muerte, la mayoría enfatizando una filosofía similar a la de Robin Hood de "robar a los ricos y dar a los pobres" asociada con él. Esta representación se ha convertido en leyenda, comúnmente aceptada como un hecho en Puerto Rico y en las Indias Occidentales. Algunos afirman que Cofresí se convirtió en parte del movimiento independentista puertorriqueño y otras iniciativas secesionistas, incluyendo la campaña de Simón Bolívar contra España. Los relatos históricos y míticos de su vida han inspirado canciones, poemas, obras de teatro, libros y películas. En Puerto Rico, cuevas, playas y otros supuestos escondites o lugares de tesoros enterrados llevan el nombre de Cofresí, y un pueblo turístico lleva su nombre cerca de Puerto Plata en la República Dominicana.

## Biografía
Su progenitor fue Francesco Giuseppe Fortunato von Kupferschein, un aristócrata austriaco de familia distinguida, nacido en la ciudad de Trieste. Tuvo cuatro hijos (Juan Ignacio, Juana, Juan Francisco y Roberto). La madre de ellos fue María Germana Ramírez de Arellano y Segarra, hija de una familia renombrada tanto en Puerto Rico como en España, pues los Ramírez de Arellano son descendientes de reyes navarros, aragoneses y de Rodrigo Díaz de Vivar, el "Cid Campeador". No se sabe con certeza las razones por las cuales el joven aristócrata abandonó su tierra natal. Hasta el día de hoy sigue siendo un misterio. Francesco Giuseppe Fortunato von Kupferschein, ya conocido como Francisco José, llegó a ser un hombre prominente en el Cabo Rojo de fines del siglo XVIII y principios del siglo XIX. 
El 2 de marzo de 1825 Cofresí divisó desde la cubierta de su barco El Mosquito lo que él pensó que era un barco mercante y ordenó a su tripulación que iniciaran la acción para asaltar al mercante; pero el navío que se disponía a asaltar resultó ser en realidad la goleta USS Grampus, de la Armada de los Estados Unidos, que se encontraba bajo el mando del oficial naval estadounidense John D. Sloat. El buque de guerra estadounidense se encontraba acompañado de dos balandras de guerra de la Armada Española (el San José y Las Ánimas); las fuerzas militares españolas y estadounidenses actuaban conjuntamente para darle caza a Cofresí. El USS Grampus abrió fuego contra El Mosquito y Cofresí ordenó responder a los disparos; las embarcaciones españolas también atacaron al barco del pirata. Luego de una batalla de 45 minutos, El Mosquito quedó gravemente dañado y Cofresí se lanzó al agua para nadar hasta la cercana costa, en un desesperado intento por salvarse; pero en la playa fue capturado por los soldados españoles que vigilaban atentamente el desarrollo del combate naval esperando atrapar a los piratas que llegaran a la costa. Cofresí fue sometido a juicio por las autoridades coloniales españolas de Puerto Rico y condenado a muerte, siendo fusilado junto con doce de sus compañeros el 29 de marzo de 1825.

## Perspectivas modernas
Pocos aspectos de la vida y las relaciones de Cofresí han evitado el romanticismo que rodea a los piratas en la cultura popular. Durante su vida, los intentos de las autoridades españolas de retratarlo como una figura amenazadora, enfatizando su papel de "señor de los piratas" y apodándolo "el terror de los mares", lo plantaron en la conciencia colectiva. Esto, combinado con su audacia, transformó a Cofresí en una suerte de héroe de capa y espada diferente de los relatos ficticios de piratas de finales del siglo XIX. Las leyendas son inconsistentes en su descripción de los hechos históricos, a menudo contradiciéndose entre sí. La raza, los antecedentes económicos, la personalidad y las lealtades de Cofresí se encuentran entre los aspectos cambiantes de estas historias. Sin embargo, el uso generalizado de estos mitos en los medios de comunicación ha dado lugar a su aceptación general como un hecho.
Los mitos y leyendas que rodean a Cofresí se dividen en dos categorías: los que lo retratan como un generoso ladrón o antihéroe y los que lo describen como abrumadoramente malvado. Una subcategoría lo representa como aventurero, viajero del mundo o mujeriego. Los reportes de historiadores como Tió sobre el pirata compartiendo su botín con los necesitados se han convertido en una mitología detallada. Estas apologéticas intentan justificar su piratería, culpando de ella a la pobreza, la venganza o el deseo de restaurar el honor de su familia, y retratan a Cofresí como un héroe de clase que desafía la desigualdad oficial y la corrupción.

## Influencia en la cultura popular
Hay un monumento de Cofresí en la bahía de Boquerón en Cabo Rojo, esculpida por José Buscaglia Guillermety. El pueblo de Cofresí, 10 km al oeste de Puerto Plata en la República Dominicana, fue nombrado en su honor.
Dos musicales y varios poemas, canciones y libros han sido escritos sobre él. La Compañía de Ballet Señorial de Puerto Rico presentó el ballet El Pirata Cofresí en marzo de 2007.
Cofresí ha sido sujeto de numerosos libros biográficos y de ficción, incluyendo:
- El marinero, bandolero, pirata y contrabandista Roberto Cofresí, de Walter R. Cardona Bonet
- The Pirate of Puerto Rico, de Lee Cooper (en inglés)
- El mito de Cofresí en la narrativa antillana, de Robert Fernández Valledor
- Das kurze heldenhafte Leben des Don Roberto Cofresí, de Angelika Mectel (en alemán)
- Roberto Cofresí: El bravo pirata de Puerto Rico, de Edwin Vázquez
- Corsario: Última voluntad y testamento para la posteridad de Don Roberto Cofresí y Ramírez de Arellano de Cabo Rojo, de Luis Asencio Camacho.